# Roar Grønvold
Roar Grønvold (Hvittingfoss, 19 marzo 1946) è un ex pattinatore di velocità su ghiaccio norvegese.

## Palmarès

### Olimpiadi invernali
- Argento a Sapporo 1972 nei 1500 metri.
- Argento a Sapporo 1972 nei 5000 metri.

### Mondiali - Completi
- Argento a Oslo 1972.

### Europei
- Argento a Davos 1972.